# Kaposhomok
Kaposhomok ist eine ungarische Gemeinde im Kreis Kaposvár im Komitat Somogy. Zur Gemeinde gehört der südlich gelegene Ortsteil Telekhegy.

## Geografische Lage
Kaposhomok liegt zehn Kilometer östlich der Kreisstadt und des Komitatssitzes Kaposvár am rechten Ufer des Flusses Kapos. Nachbargemeinden sind Taszár, Baté, Kaposkeresztúr, Szentbalázs und Sántos.

## Geschichte
Im Jahr 1913 gab es in der damaligen Kleingemeinde 106 Häuser und 539 Einwohner auf einer Fläche von 1868 Katastraljochen. Sie gehörte zu dieser Zeit zum Bezirk Kaposvár im Komitat Somogy.

## Sehenswürdigkeiten
- Römisch-katholische Kirche Szent Vendel
- Skulpturenpark: Holzskulpturen von Endre Ady, Lajos Kossuth, Ferenc Rákóczi und István Széchenyi, erschaffen von Endre Boa

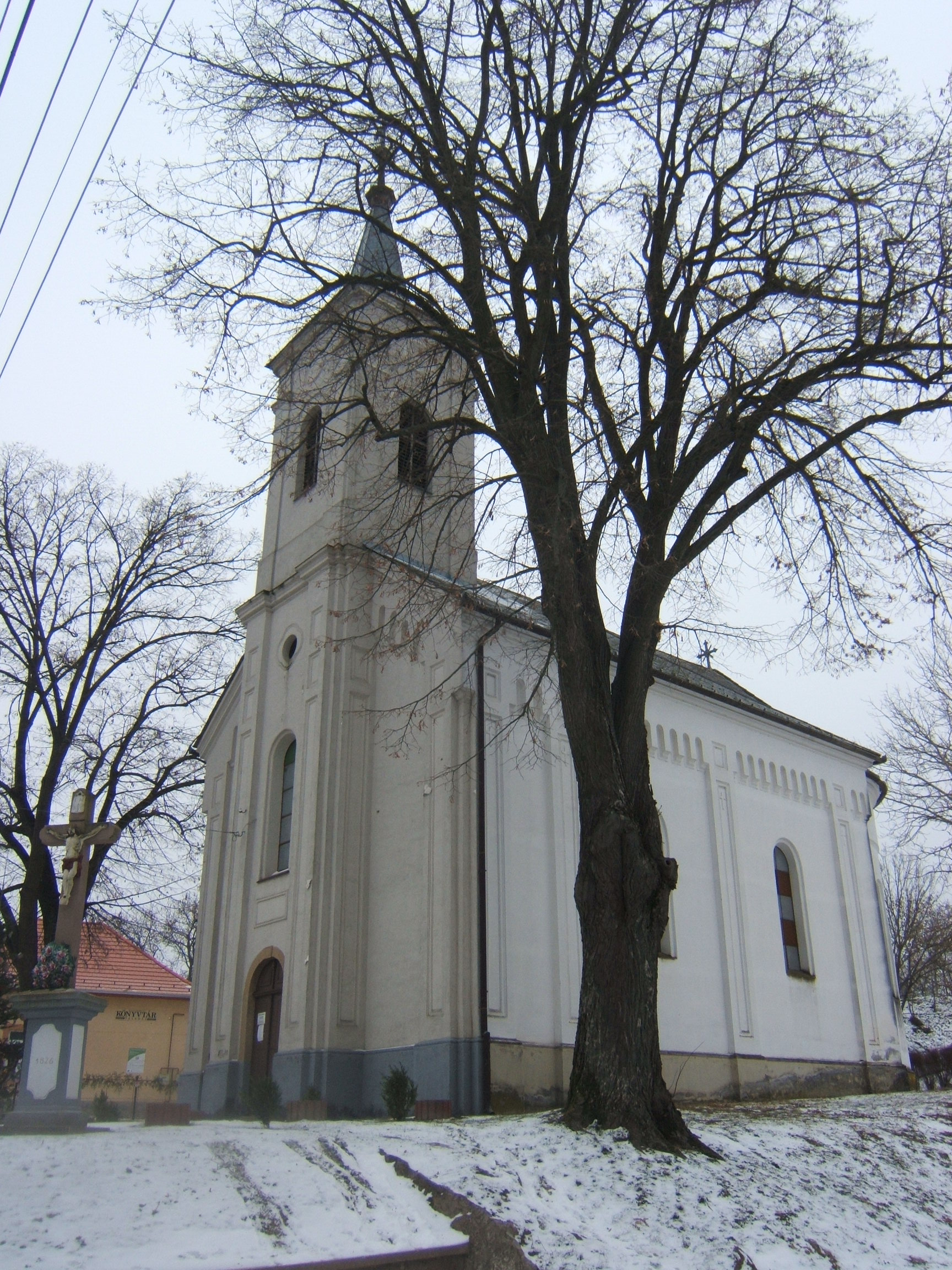
Römisch-katholische Kirche Szent Vendel